# Королівська морська авіаційна служба
Королівська морська авіаційна служба (англ. Royal Naval Air Service (RNAS)) — повітряний компонент Королівського військово-морського флоту під керівництвом авіаційного департаменту Адміралтейства, яка існувала формально з 1 липня 1914 року до 1 квітня 1918 року, коли вона була об'єднана з Королівським льотним корпусом британської армії, щоб сформувати Королівські повітряні сили, перші у світі повітряні сили, як окремий вид збройних сил.
На заміну Королівській морській авіаційній службі прийшли Повітряні сили флоту Великої Британії, яка спочатку складалася з підрозділів Королівських ПС, які зазвичай діяли з кораблів, але до Другої світової війни вони стали окремим родом військ флоту.

## Історія
Перші спроби формування морської авіації у лавах Королівського флоту розпочалися ще в 1908 році. Доволі тривалий час не вщухали дискусії щодо доцільності такого кроку. Після тривалої дискусії в Комітеті імперської оборони 13 квітня 1912 Королівський льотний корпус був заснований Королівським указом. До нього увійшли морський авіаційний загін, що зароджувався, а також повітряний батальйон Королівських інженерів. Він складався з двох крил: Військове крило складало армійський елемент і Морське крило під командуванням К. Р. Самсона. 19 червня 1912 року під командуванням капітана Годфрі Пейна, військово-морського офіцера, в Упавоні створили Центральну льотну школу, укомплектовану офіцерами та солдатами як флоту, так і армії, для підготовки пілотів обох крил. Військово-морському крилу згідно з умовами заснування дозволили проводити експерименти у своїй льотній школі в Істчерчі. Королівський льотний корпус, хоча і був сформований з двох окремих відділень, дозволяв прямий доступ до будь-якого з відділень через спільний спеціальний резерв офіцерів, хоча незабаром флот почав зараховувати нових випускників до Королівського військово-морського резерву. Влітку 1912 року, на знак визнання факту розширення авіації та її спроможностей, кептен Мюррей Сутер був призначений директором новоствореного авіаційного департаменту Адміралтейства. У вересні 1912 року Сутера визначили відповідальною перед Адміралтейством особою за «всі питання, пов'язані з військово-морською авіацією».
У тому ж місяці, коли було створено авіаційне управління, чотири морські гідролітаки брали участь в армійських маневрах. У 1913 році було схвалено будівництво бази гідролітаків на острові Грейн і бази дирижаблів у Кінгснорті. Того ж року у військово-морських кошторисах було передбачено будівництво восьми аеродромів, і вперше літаки брали участь у маневрах з Королівським флотом, використовуючи переобладнаний крейсер «Гермес» як гідроавіаносець.
Три нежорсткі дирижаблі, побудовані для армії, Willows, Astra-Torres і Parseval, були прийняті на озброєння флоту. 1 липня 1914 року Адміралтейство створило Королівську морську авіаційну службу, сформувавши військово-морське крило Королівського льотного корпусу, частину військової компоненти Королівського флоту.
До початку Першої світової війни в серпні 1914 року Королівська морська авіаційна служба мала на озброєнні 93 літаки, шість дирижаблів, дві повітряні кулі та 727 осіб. Військово-морський флот мав 12 дирижаблів, що розміщувалися поздовж узбережжя Британії від Лонгсайду, Абердіншир, на північному сході до Англсі на заході. 1 серпня 1915 року Королівська морська авіаційна служба офіційно перейшла під контроль Королівського флоту. На додаток до гідролітаків, палубних літаків та інших літальних апаратів із законним «морським» застосуванням, RNAS також утримувала кілька ескадрилей винищувачів на Західному фронті, а також виділяла обмежені ресурси незалежним стратегічним бомбардувальникам у той час, коли такі операції були дуже контроверсійними. Міжвідомче суперництво вплинуло навіть на закупівлю літаків. Конче потрібні на Західному фронті двомісні літаки Sopwith 1½ Strutter довелося передати морській авіаслужбі до ескадрилей Королівського повітряного корпусу, оскільки фірма Sopwith уклала контракт на постачання виключно RNAS. Така ситуація тривала, хоча більшість продукції компанії Sopwith після 1915 року не були розроблені спеціально як військово-морські літаки. Таким чином, ескадрильї винищувачів Королівської морської авіаційної служби отримали винищувачі Sopwith Pup за кілька місяців до RFC, а потім замінили їх спочатку на триплани Sopwith Triplane, а потім на Sopwith Camel, у той час як ескадрильї RFC, що перебували у важких умовах, продовжували використовувати свої застарілі Sopwith Pup.
1 квітня 1918 року Королівську морську авіаційну службу об'єднали з Королівським льотним корпусом, сформувавши Королівські ПС.
На момент злиття авіаційна служба Королівського флоту мала 55 066 офіцерів і солдатів, 2 949 літаків, 103 дирижаблі та 126 берегових станцій.